# Natalie Nicholson
Natalie Nicholson (* 10. März 1976 in Bemidji) ist eine US-amerikanische Curlerin. Sie spielt auf der Position des Lead und ist Mitglied des Madison CC. 
Ihr bisher größter Erfolg war der Gewinn der Silbermedaille bei der Curling-Weltmeisterschaft 2006 in Grand Prairie.
Nicholson gewann am 28. Februar 2009 die US-amerikanischen Olympic Curling Trails mit dem Team von Skip Debbie McCormick, Third Allison Pottinger, Second Nicole Joraanstad, Alternate Tracy Sachtjen und spielte mit diesem Team bei den XXI. Olympischen Winterspielen im Curling. Die Mannschaft belegte den zehnten Platz.

## Teammitglieder
- Allison Pottinger (Third)
- Nicole Joraanstad (Second)
- Debbie McCormick (Skip)
- Tracy Sachtjen (Alternate)